# Psylla caudata
Psylla caudata är en insektsart som beskrevs av Crawford 1914. Psylla caudata ingår i släktet Psylla och familjen rundbladloppor. Inga underarter finns listade i Catalogue of Life.